# 彭順慶
彭順慶（？—1651年3月21日（永曆五年二月戊申）），字賀伯，贛州府寧都縣人，南明軍事人物。

## 生平
彭順慶最初在永曆二年（1648年）響應金聲桓反正收復寧都，部眾達十萬人，陞任太子少保、兵部右侍郎、總督贛州、南安義師，任命田廣業為石城知縣；廣東士兵黃昌駐石城，黃徽印則駐通天寨，不久離去。金聲桓敗亡，他以山險固守，獲朝廷封為寧都侯；清朝巡撫劉武元招撫他，他不理會，並多次打敗清兵。
永曆四年（1650年）二月，彭順慶監軍道劉爾臣、周善言、謝祥輝，總兵蔡敬宇、彭上樓、彭雲梯、楊君義、聶慎初、周克念、陳唐玉、曾孟奇、葉象明、連錫萬，副總兵楊韶、李鴻賓、閻可求、溫萬象、陳盛、步雲、曹伯敬、羅之襄、黃泰、任受祖、劉尚仁，參將劉標、劉鳳友、彭山、彭赤龍、彭雲翀、蔡奇、蔡玉、胡耀宇，遊擊盧嘉禾、區明阿、彭希孟、蔡國琦、彭儁、彭武奐、彭千斤、彭希孔、王九皋、陳萬言、彭通、彭瑞、彭紹祖、謝君珂，都司朱文，全都在戰事被殺；次年（1651年）二月，他也遭部下殺害。

## 引用
1. 1 2  錢海岳《南明史·卷四·本紀第四》：（永曆五年）二月戊申朔，……寧都侯兵部右侍郎總督贛南義師彭順慶，為下所殺。
2. 1 2  錢海岳《南明史·卷六十一·列傳第三十七》：彭順慶，字賀伯，寧都人。金聲桓反正，與彭大慶起兵復寧都，眾至十萬，擢太子少保、兵部右侍郎、總督贛南義師，以田廣業為石城知縣。粵兵黃昌駐石城，黃徽印駐通天寨，久之乃去。聲桓敗歿，順慶負山險固守，封寧都侯。巡撫劉武元招之，不應。屢敗清兵。
3. ↑  錢海岳《南明史·卷六十一·列傳第三十七》：永曆四年二月，監軍道劉爾臣、周善言、謝祥輝，總兵蔡敬宇、彭上樓、彭雲梯、楊君義、聶慎初、周克念、陳唐玉、曾孟奇、葉象明、連錫萬，副總兵楊韶、李鴻賓、閻可求、溫萬象、陳盛、步雲、曹伯敬、羅之襄、黃泰、任受祖、劉尚仁，參將劉標、劉鳳友、彭山、彭赤龍、彭雲翀、蔡奇、蔡玉、胡耀宇，遊擊盧嘉禾、區明阿、彭希孟、蔡國琦、彭儁、彭武奐、彭千斤、彭希孔、王九皋、陳萬言、彭通、彭瑞、彭紹祖、謝君珂，都司朱文，以及都守備先後死者，不計其數。五年二月，順慶為下所害死。